# Robert Higgins
Robert Higgins (20. März 1925 in Bloomington, Indiana – 4. September 1998 in Indianapolis, Indiana) war ein US-amerikanischer Gewichtheber. Er wurde 1947 Weltmeister im Federgewicht.

## Werdegang
„Bobby“ Higgins war irischer Abstammung. Er begann als Jugendlicher im Athleten-Club „Hoffmeisters“ in Indianapolis mit dem Gewichtheben. Bereits mit 17 Jahren gab er 1942 sein Debüt bei den US-amerikanischen Meisterschaften und kam dabei im Bantamgewicht mit 200 kg (67,5-60-72,5) auf den 4. Platz. Schon damals zeigte sich seine Stärke im beidarmigen Drücken, während er im beidarmigen Stoßen doch Schwächen hatte.
1943 und 1944 belegte er bei den US-amerikanischen Meisterschaften im Bantamgewicht jeweils den 3. Platz. 1945 und 1946 leistete er seinen Militärdienst und konnte nicht an diesen Meisterschaften teilnehmen. 1947 gelang ihm aber ein Comeback. Nunmehr im Federgewicht startend, wurde er in diesem Jahr mit 297,5 kg (100-85-112,5) hinter Emerick Ishikawa, der auf 300 kg kam, US-amerikanischer Vizemeister. Er wurde deshalb für die Weltmeisterschaften dieses Jahres, die in Philadelphia stattfanden, nominiert. Er stellte sich dort in noch besserer Form vor, kam im Federgewicht im olympischen Dreikampf auf 310 kg (105-90-115) und wurde mit dieser Leistung vor Nam Su-il aus Südkorea und Emerick Ishikawa Weltmeister.
1948 war er bei den US-amerikanischen Meisterschaften vom Pech verfolgt. Er schaffte dort im Drücken 97,5 kg und im Reißen 90 kg. Im Stoßen gelang ihm jedoch kein gültiger Versuch, so dass er ohne Dreikampfresultat blieb und letztlich mit 187,5 kg nur den 5. Platz belegte. Er konnte deshalb auch nicht bei der US-amerikanischen Olympiaausscheidung teilnehmen und wurde nicht für die Olympischen Spiele in London nominiert.
Nach 1948 war Robert Higgins in keiner Ergebnisliste mehr verzeichnet, so dass anzunehmen ist, dass er bereits mit 23 Jahren seine Gewichtheber-Karriere beendete.

## Internationale Erfolge
| Jahr | Platz | Wettbewerb         | Gewichtsklasse | Ergebnisse                                                                                     |
| 1947 | 1.    | WM in Philadelphia | Feder          | mit 310 kg (105-90-115), vor Nam Su-il, Südkorea, 307,5 kg und Emerick Ishikawa, USA, 302,5 kg |

## US-amerikanische Meisterschaften
| Jahr | Platz | Gewichtsklasse | Ergebnisse |
| 1942 | 4.    | Bantam         | mit 200 kg (67,5-60-72,5); Sieger: Joseph DePietro, 252,5 kg (85-75-92,5)                                                    |
| 1943 | 3.    | Bantam         | mit 232,5 kg (75-67,5-90), hinter Joseph De Pietro, 272,5 kg (90-75-97,5) und Leslie McDade, 250 kg (75-75-100)              |
| 1944 | 3.    | Bantam         | mit 272,5 kg (90-75-107,5), hinter Emerick Ishikawa, 282,5 kg (82,5-87,5-112,5) und Joseph De Pietro, 275 kg (92,5-80-102,5) |
| 1947 | 2.    | Feder          | mit 297,5 kg (100-85-112,5), hinter Emerick Ishikawa, 300 kg (90-92,5-117,5)                                                 |
| 1948 | 5.    | Feder          | mit 187,5 kg (97,5-90-00) nach drei Fehlversuchen im Stoßen; Sieger: William Lowrence, 302,5 kg (90-92,5-120)                |

Erläuterungen
- alle Wettkämpfe im olympischen Dreikampf, bestehend aus beidarmigem Drücken, Reißen und Stoßen
- Bantamgewicht, Gewichtsklasse bis 56 kg, Federgewicht, bis 60 kg Körpergewicht
- WM = Weltmeisterschaft